# Operații mereiotice
Operațille mereiotice sunt acele operații logice aplicate asupra termenilor ce se fac pe linia întreg-parte.

## Explicații
Linia relației între întreg-parte reprezintă o perspectivă logică asupra termenilor și a relațiilor dintre termeni.În această perspectivă se operează diferențierea, integrarea, analiza și sinteza termenilor. 

## Clasificarea operațiilor mereiotice

### Diferențierea și integrarea
Diferențierea înseamnă operația logică prin care trecem de la un termen ce se referă la întreg la un termen ce se referă la una din părțile
întregului. Trecerea de la „corp rigid” la „forma corpului”, de la „corp uman” la „membrele superioare ale corpului uman” este diferențiere.
Integrarea este inversul diferențierei și este operația logică prin care trecem  de la un termen ce se referă la una din părți la întreg.Trecerea de la „continentul Europa” la „Pământ”, de la „pagini introductive” la „carte” reprezintă integrări.

### Analiza și sinteza
Analiza este operația logică prin care trecem de la termen ce se referă la întreg la termeni ce se referă la părțile acestuia. De exemplu, trecerea de la „Pământ” la „continentele Europa, Asia, Africa, America de Nord, America de Sud, Antarctica și Oceania” este o analiză.
Sinteza este operația logică prin care trecem de la mulțimea termenilor ce se referă la părțile unui întreg la termenul ce se referă la întreg. Operația de sinteză reprezintă inversul analizei.